# KwaMhlanga
KwaMhlanga ist eine Stadt in der südafrikanischen Provinz Mpumalanga. Sie liegt in der Lokalgemeinde Thembisile Hani im Distrikt Nkangala.

## Geographie
Der Ort liegt 1325 Meter über dem Meeresspiegel im weitgehend flachen Highveld. Wenig westlich liegt die Grenze zur Provinz Gauteng. Unmittelbar östlich von KwaMhlanga liegen weitere Orte mit ähnlicher Infrastruktur.

## Demographie
Nach der Volkszählung von 2011 hatte KwaMhlanga 7123 Einwohner in 1925 Haushalten auf einer Fläche von 6,92 km². 50 % der Einwohner gaben als erste Sprache Süd-Ndebele an.

## Geschichte
1914 wurde der Ort gegründet. Er entwickelte sich zum geistigen Zentrum der südlichen Ndebele, die bereits seit dem frühen 18. Jahrhundert in dem Gebiet ansässig waren. Von 1986 bis 1994 war KwaMhlanga Hauptstadt des Homelands KwaNdebele.
Das Mukhanyo Theological College entstand 1994, nachdem der Missionar Bob Rebel in der Region in den 1980er Jahren Bibelschulen gründete.

## Infrastruktur
Das private Mukhanyo Theological College hat seinen Hauptcampus in KwaMhlanga. Es ist nicht an eine bestimmte Konfession gebunden.
Die Fernstraße R573 verläuft von Tshwane im Südwesten durch KwaMhlanga nach Siyabuswa im Nordosten; die R568 zweigt in KwaMhlanga ab, führt nordwärts und dann ebenfalls nach Siyabuswa.